# Fred Burguière
Pour les articles homonymes, voir Burguière.

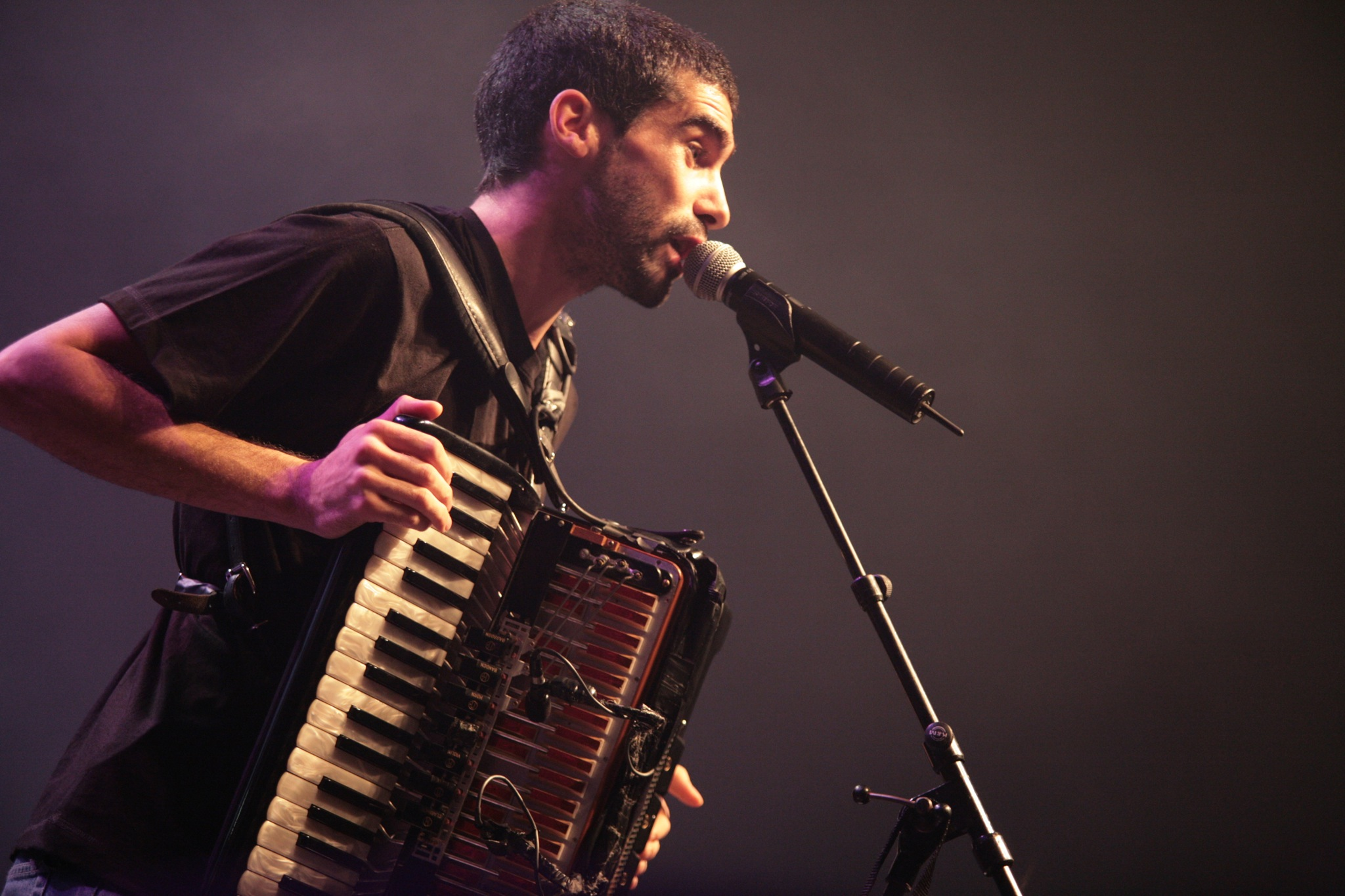
Fred lors du concert Aux urnes etc. au Zénith de Paris le 16 octobre 2006

Fred Burguière, né le 7 février 1976 à Soisy-sous-Montmorency, est un auteur-compositeur-interprète français, essentiellement connu comme le chanteur des Ogres de Barback.

## Biographie
Il fait ses débuts en 1992 au sein du groupe de rock alternatif Les Minoritaires au sein duquel le rejoint rapidement son frère Sam. 
L'année suivante, les deux frères montent un duo violon + accordéon et essayent de gagner un peu d'argent en faisant la manche et en donnant quelques concerts.
Mais tout débute vraiment en 1994 quand ils convient leurs sœurs Alice et Mathilde pour former Les Ogres de Barback. Fred, ou Fredo comme il se fait appeler, en est le chanteur.
En 2005, Fredo sort son premier album solo : Fredo chante Renaud, album de reprises de Renaud enregistré en public. En 2015, il reprend ce répertoire lors d'une série de concerts.
Depuis 2017, il est parrain et acteur du Collectif Haut Les Mots, collectif de chanson française basé à Saint-Étienne.
En 2018, il annonce qu'il courra le Marathon de New York 2019 en partenariat avec l'Association François-Aupetit afin de lever des fonds pour lutter contre la maladie de Crohn et la rectocolite hémorragique. Il est soutenu dans son projet par Yohann Diniz qui l'accompagne dans sa préparation. Le 3 novembre il termine l'épreuve en 4h31min terminant à la 27 618e place parmi les 53 508 personnes ayant participé.
Il publie en 2023 la bande dessinée Les 3 vies d'Arminé coécrite avec le dessinateur Aurel. Fred Burguière, qui revient sur ses origines arméniennes, y retrace la vie d'Arminé, athlète paralympique, du tremblement de terre de 1988 jusqu'à l'ouverture de son centre pour personnes handicapés en Arménie.

## Discographie en solo
- 2005 : Fredo chante Renaud

## Participations
- 2009 : Bleus sur l'album  Le Goût du Sans de Syrano
- 2019 : Mon pote et moi sur l'album Les choses fondamentales de La mauvaise herbe

## Livres
- 2023 : Fredo Burguière, Aurel (préf. Simon Abkarian, Raymond Kévorkian), Les 3 vies d'Arminé, Montpellier, L'Usine / Irfan, le label (ISBN 978-2-9551858-1-0).